# Community Accountability
Community Accountability (engl., etwa ‚Gemeinschaftsverantwortung‘) ist eine gemeinschafts- und nicht polizei- und gefängnisbasierte Strategie, um auf Gewalt, einschließlich häuslicher und sexueller Gewalt und Kindesmisshandlung, zu reagieren. Sie zielt darauf ab, dass eine Gemeinschaft – ein Freundeskreis, eine Familie, eine Gemeinde, eine Arbeitsstätte, ein Appartement-Komplex, die Nachbarschaft etc. – prozesshaft zusammenarbeitet, um folgendes zu verwirklichen:
- Werte und Methoden, die sich Gewalt und Unterdrückung entgegenstellen, und Sicherheit, Unterstützung und Verantwortung fördern, entwickeln und festigen.
- Strategien entwickeln, um auf verwerfliches Verhalten von Gemeinschaftsmitgliedern zu reagieren und ihnen zu helfen, Verantwortung für ihr Handeln zu übernehmen und es zu ändern.
- An der Weiterentwicklung der Gemeinschaft und aller ihrer Mitglieder arbeiten, um die politischen Verhältnisse zu ändern, die Unterdrückung und Gewalt begünstigen.
- Gemeinschaftsmitgliedern, die gewaltsam angegriffen wurden, Sicherheit und Unterstützung bieten und dabei ihre Selbstbestimmung achten.[1]